# Straight Ahead (Amy Grant)
Straight Ahead è il quinto album in studio della cantautrice statunitense Amy Grant, pubblicato nel 1984.

## Tracce
1. Where Do You Hide Your Heart – 3:57
2. Jehovah – 5:57
3. Angels – 4:10
4. Straight Ahead – 3:47
5. Thy Word – 3:19
6. It's Not a Song – 3:27
7. Open Arms – 3:22
8. Doubly Good to You – 3:12
9. Tomorrow – 3:24
10. The Now and the Not Yet – 3:36